# Matveï Safonov
Pour les articles homonymes, voir Safonov.
Matveï Safonov (en russe : Матвей Сафонов), né le 25 février 1999 à Krasnodar en Russie, est un footballeur international russe qui évolue au poste de gardien de but au Paris Saint-Germain.

## Biographie

### Carrière en club

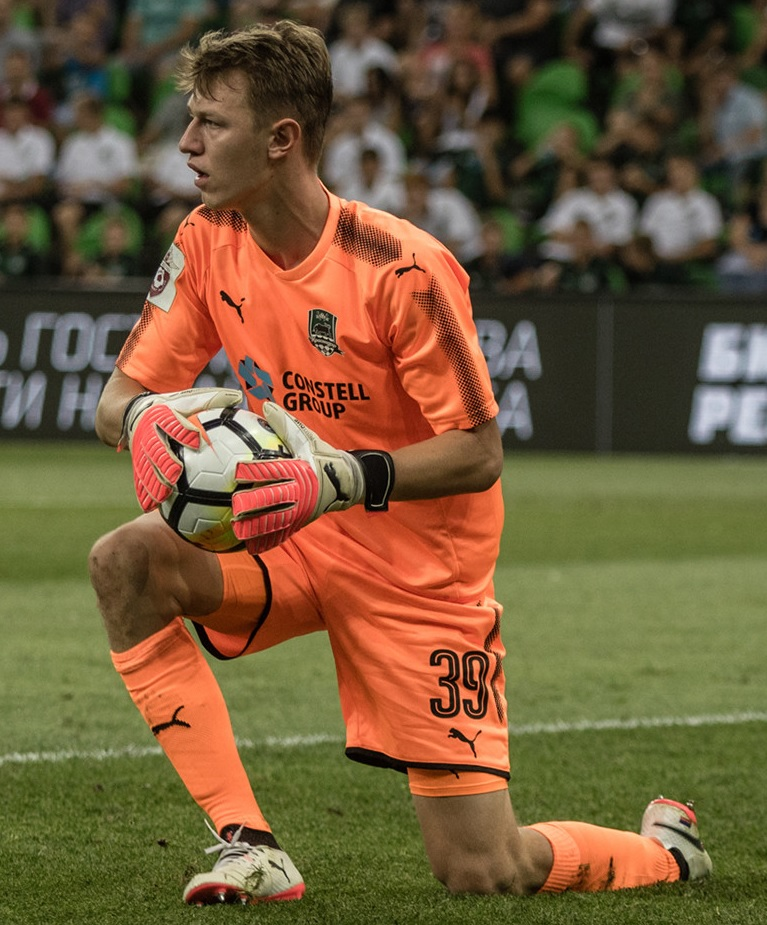
Matveï Safonov avec le FK Krasnodar en 2017.

#### FK Krasnodar (2015-2024)
Né à Krasnodar en Russie, Matveï Safonov est formé par le club de sa ville natale, le FK Krasnodar. À partir de 2016, il est intégré au groupe professionnel mais il est numéro trois dans la hiérarchie derrière Stanislav Kritsiouk et Andreï Sinitsyne. Il joue son premier match avec l'équipe première le 13 août 2017, lors d'une rencontre de Premier-Liga face à l'Amkar Perm. Les deux équipes se séparent sur un match nul ce jour-là (1-1).
Safonov devient titulaire dans le but du FK Krasnodar en 2019.
Le 7 août 2019, Safonov dispute sa première rencontre de Ligue des champions face au FC Porto, à l'occasion du match aller du troisième tour de qualification. Installé dans le but de Krasnodar depuis plusieurs mois, il est titularisé lors de cette partie mais ne peut éviter la défaite des siens (0-1). Il est de nouveau titulaire au match retour, le 13 août 2019 face à ces mêmes Portugais, mais cette fois son équipe s'impose et se qualifie pour la suite de la compétition (2-3).
Il finit par devenir le capitaine de Krasnodar.

#### Paris Saint-Germain (depuis 2024)
Le 15 juin il officialise et signe avec le Paris Saint-Germain un contrat de cinq saisons dans le cadre d'un transfert estimé à près de 20 millions d'euros.
Safonov fait sa première apparition sous le maillot parisien lors d'une rencontre de Ligue des champions face au Girona FC en étant directement titularisé. Le PSG l'emporte par un but à zéro ce jour-là,.
Gianluigi Donnaruma étant le gardien titulaire lors de la finale, il remporte la Ligue des Champions le 31 mai 2025 en tant que second gardien du PSG. 

### Carrière internationale
Safonov officie à plusieurs reprises comme capitaine avec les sélections de jeunes, en particulier chez les moins de 17 ans. Il joue au total neuf matchs avec cette sélection entre 2015 et 2016.
Safonov représente également les moins de 19 ans, jouant au total trois matchs, tous en 2017.
Matveï Safonov joue son premier match avec l'équipe de Russie espoirs le 7 septembre 2018, lors d'un match amical face à l'Égypte où il remplace Aleksandr Maksimenko. Les deux équipes font match nul ce jour-là (1-1).
Il honore sa première sélection avec l'équipe nationale de Russie le 1er juin 2021, lors d'un match amical contre la Pologne. Il entre en jeu à la place d'Anton Chounine et les deux équipes se neutralisent (1-1 score final).
En juin 2021, il est convoqué par Stanislav Tchertchessov, le sélectionneur de l'équipe nationale de Russie, dans la liste des 26 joueurs russes retenus pour participer à l'Euro 2020. 

## Statistiques
| Saison                | Club                  | Championnat           | Championnat | Championnat | Championnat | Coupe(s) nationale(s) | Coupe(s) nationale(s) | Coupe(s) nationale(s) | Compétition(s) continentale(s) | Compétition(s) continentale(s) | Compétition(s) continentale(s) | Compétition(s) continentale(s) | Total | Total | Total |
| Saison                | Club                  | Division              | M.          | B.          | P.d.        | M.                    | B.                    | P.d.                  | Comp.                          | M.                             | B.                             | P.d.                           | M.    | B.    | P.d.  |
| 2017-2018             | FK Krasnodar          | Premier-Liga          | 1           | 0           | 0           | -                     | -                     | -                     | -                              | -                              | -                              | -                              | 1     | 0     | 0     |
| 2018-2019             | FK Krasnodar          | Premier-Liga          | 14          | 0           | 0           | 2                     | 0                     | 0                     | C3                             | 5                              | 0                              | 0                              | 21    | 0     | 0     |
| 2019-2020             | FK Krasnodar          | Premier-Liga          | 27          | 0           | 0           | -                     | -                     | -                     | C1+C3                          | 3+3                            | 0                              | 0                              | 33    | 0     | 0     |
| 2020-2021             | FK Krasnodar          | Premier-Liga          | 21          | 0           | 0           | -                     | -                     | -                     | C1                             | 6                              | 0                              | 0                              | 27    | 0     | 0     |
| 2021-2022             | FK Krasnodar          | Premier-Liga          | 27          | 0           | 0           | -                     | -                     | -                     | -                              | -                              | -                              | -                              | 27    | 0     | 0     |
| 2022-2023             | FK Krasnodar          | Premier-Liga          | 27          | 0           | 0           | 9                     | 0                     | 0                     | -                              | -                              | -                              | -                              | 36    | 0     | 0     |
| 2023-2024             | FK Krasnodar          | Premier-Liga          | 30          | 0           | 1           | -                     | -                     | -                     | -                              | -                              | -                              | -                              | 30    | 0     | 1     |
| Sous-total            | Sous-total            | Sous-total            | 147         | 0           | 1           | 11                    | 0                     | 0                     | -                              | 17                             | 0                              | 0                              | 175   | 0     | 1     |
| 2024-2025             | Paris Saint-Germain   | Ligue 1               | 10          | 0           | 0           | 5                     | 0                     | 0                     | C1                             | 2                              | 0                              | 0                              | 17    | 0     | 0     |
| Total sur la carrière | Total sur la carrière | Total sur la carrière | 157         | 0           | 1           | 16                    | 0                     | 0                     | -                              | 19                             | 0                              | 0                              | 192   | 0     | 1     |

### En sélection nationale
| Saison                | Sélection             | Phases finales        | Phases finales | Phases finales | Éliminatoires | Éliminatoires | Ligue des nations | Ligue des nations | Matchs amicaux | Matchs amicaux | Total | Total |
| Saison                | Sélection             | Compétition           | M              | B              | M             | B             | M                 | B                 | M              | B              | M     | B     |
| --------------------- | --------------------- | --------------------- | -------------- | -------------- | ------------- | ------------- | ----------------- | ----------------- | -------------- | -------------- | ----- | ----- |
| 2020-2021             | Russie                | Euro 2021             | 2              | 0              | -             | -             | -                 | -                 | 1              | 0              | 3     | 0     |
| 2021-2022             | Russie                | -                     | -              | -              | 4             | 0             | -                 | -                 | -              | -              | 4     | 0     |
| 2022-2023             | Russie                | -                     | -              | -              | -             | -             | -                 | -                 | 2              | 0              | 2     | 0     |
| 2023-2024             | Russie                | -                     | -              | -              | -             | -             | -                 | -                 | 5              | 0              | 5     | 0     |
| 2024-2025             | Russie                | -                     | -              | -              | -             | -             | -                 | -                 | 1              | 0              | 1     | 0     |
| Total sur la carrière | Total sur la carrière | Total sur la carrière | 2              | 0              | 4             | 0             | -                 | -                 | 9              | 0              | 15    | 0     |

## Palmarès
| FK Krasnodar                                                                        | Paris Saint-Germain (5) |
| ----------------------------------------------------------------------------------- | --- |
| - Championnat de Russie - Vice-champion : 2024 - Coupe de Russie - Finaliste : 2023 | - Ligue des champions : - Vainqueur : 2025 - Supercoupe de l'UEFA : - Vainqueur : 2025 - Trophée des Champions - Vainqueur : 2024 - Championnat de France - Champion : 2025 - Coupe de France - Vainqueur : 2025 - Coupe du monde des clubs : - Finaliste en 2025 |